# Freddy Díaz Monago
Freddy Ronald Díaz Monago (Yanacancha, Pasco, 1 de enero de 1985) es un ingeniero zootecnista, administrador y político peruano. Fue congresista de la república por Pasco desde el 26 de julio de 2021 hasta el 12 de enero de 2023, cuando fue inhabilitado por 10 años en el marco de una acusación por violación.

## Biografía
Nació en el distrito de Yanacancha, ubicado en la provincia y departamento de Pasco, el 1 de enero de 1985.
Realizó sus estudios de Ingeniería Zootecnia en la Universidad Nacional Daniel Alcides Carrión en 2018 y es también bachiller en Administración en la Universidad Continental.
Laboró como coordinador de la Subgerencia de Liquidaciones y Transferencias en el Gobierno Regional de Pasco en 2013 y como asistente técnico en 2019. También trabajó en la Municipalidad Provincial de Oxapampa ejerciendo varios cargos.

## Ámbito político
En 2013, fundó la organización Pasco Verde, donde también ejerció como secretario regional hasta el 2017.

### Congresista
Su primera participación política fue en elecciones generales de 2021 como candidato al Congreso de la República por el partido Alianza para el Progreso en calidad de invitado y resultó elegido para el periodo parlamentario 2021-2026.
En el Parlamento, ejerció como secretario de la Comisión Agraria y luego como presidente de la Comisión Especial encargada de seleccionar a los candidatos a defensor del pueblo.
El 12 de enero de 2023, fue inhabilitado de ejercer la labor parlamentaria por 10 años por el Congreso de la República tras haber sido acusado de violación por una de sus asesoras.

## Denuncia por violación sexual
El miércoles 27 de julio de 2022, se hizo una denuncia pública en el Ministerio de la Mujer y Poblaciones Vulnerables, donde una trabajadora del Congreso de la República acusó a Freddy Díaz de haberla violado sexualmente en una oficina del parlamentario ubicada en el jirón Azángaro, en el centro de Lima. Según información del diario El Comercio, la presunta víctima relató que ella se encontraba bebiendo alcohol con el congresista en el lugar de los hechos mientras se encontraban hablando de temas laborales. Tras ello, aprovechando su estado inconsciencia, el parlamentario habría cometido la violación.
Tras este escándalo, en que Díaz solo admitió que bebía alcohol, el partido Alianza para el Progreso decidió separarlo de sus filas y el líder César Acuña pidió su inmediato desafuero. Sin embargo, estuvo prófugo de la Justicia y luego de varios días reapareció para dar sus declaraciones en el Ministerio Público, donde negó los hechos.
En septiembre del mismo año, el Pleno de Congreso aprobó la suspensión por 120 días. Es el primer procesado sin llevar la inmunidad parlamentaria desde 2021. En enero de 2023, el Congreso rechazó inhabilitar por diez años de su cargo con sesenta votos a favor, dos en contra y veintiuna abstenciones. Pero, tras una reconsideración de dicha votación, el 12 de enero del 2023, fue inhabilitado por 10 años. El Congreso mantuvo la investigación bajo reserva.
El 16 de enero del 2023, el Poder Judicial rechazó el pedido de prisión preventiva solicitada contra Díaz y le impuso un régimen de comparecencia con restricciones mientras dure el proceso penal en su contra. En febrero de 2023, la Sala Superior de la Corte Suprema concedió la apelación de la Fiscalía y emitió prisión preventiva en contra del excongresista, quien se entregó a la Justicia varios días después. Díaz fue internado al día siguiente en el penal de Lurigancho.
El 8 de agosto de 2024, tras confirmarse que el delito se había cometido después de que Díaz ingiriera alcohol en la oficina de  Eduardo Salhuana, fue condenado a pena privativa de la libertad por trece años y cuatro meses. Posteriormente, en 2025, su pena fue elevada a 18 años de prisión.